# Заводи суперфосфату в Пальма-де-Майорка
Заводи суперфосфату в Пальма-де-Майорка — колишні виробничі майданчики на іспанському острові Майорка.
На початку 20 століття в Іспанії почався бум виробництва фосфорного добрива — суперфосфату, чому сприяла географічна близькість до фосфоритів Північної Африки та великий ресурс піритів в іспанській провінції Уельва (шляхом спалювання піритів отримували сульфатну кислоту, за допомогою якої надалі розкладали фосфорити з отриманням суперфосфату). Зокрема, в 1913-му заснували La Fertilizadora de Palma de Mallorca, що відкрила завод суперфосфату в Пальма-де-Майорка у районі Сон-Фортеза.
На початку першої половини 1920-х відомий місцевий бізнесмен, що вже контролював 68 % Fertilizadora de Palma de Mallorca, ініціював проєкт розвитку припортової індустріальної зони Порто-Пі (Портопі), в якій, зокрема, мав працювати хімічний завод річною потужністю 50 тисяч тонн суперфосфату та 12 тисяч тонн сульфатної кислоти.
У 1922-му обидва заводи перейшли під контроль Compañía Trasmediterránea (що сама перебувала під контролем все того ж бізнесмена), а в 1928-му їх придбала компанія SA Cros, яка володіла численними суперфосфатними заводами по всій Іспанії.
Про масштаб діяльності заводів відомо, що в 1935 році майданчики в Порто-Пі та Сон-Фортеза випустили 28 та 15 тисяч тонн суперфосфату відповідно, а станом на середину 1950-х їх проєктна потужність становила 52 та 28 тисяч тонн на рік.
У 1960-х роках на тлі стрімкого поширення в Іспанії комплексних добрив попит на суперфосфат істотно впав. Того ж десятиліття продукування суперфосфату в Пальма-де-Майорка припинилось (щонайменше ще відомо про Порто-Пі).